# 45 Eridani
Désignations
45 Eridani (45 Eri) est une étoile géante de la constellation de l'Éridan, située sur l'équateur céleste. Sa magnitude apparente est de +4,90, ce qui la rend visible à l'œil nu sous un bon ciel. D'après la mesure de sa parallaxe par le satellite Gaia, l'étoile est distante d'environ 267 pc (∼871 al) de la Terre. Elle s'éloigne du Système solaire à une vitesse radiale héliocentrique de +15 km/s.
45 Eridani est une étoile géante orange évoluée — à l'instar, par exemple, d'Aldébaran — de type spectral K0/1III. Son rayon est environ 50 fois plus grand que le rayon solaire, elle est environ 790 fois plus lumineuse que le Soleil et sa température de surface est de 4 250 K.